# 那賀川町島尻
那賀川町島尻（なかがわちょうしまじり）は、徳島県阿南市の大字。2010年10月1日現在の人口は405人、世帯数は134世帯。郵便番号は〒779-1117。

## 地理
阿南市の北部に位置。西は小松島市、南西は那賀川町黒地、東は那賀川町江野島・那賀川町小延に接する。稲作中心の農業地帯であるが、イチゴ・キュウリ等の施設園芸に取り組む農家もある。

### 河川
- 太田川

## 歴史
2006年（平成18年）3月20日に那賀郡那賀川町が阿南市と合併し、阿南市那賀川町島尻になる。

## 施設
- 厳島神社

## 交通

### 道路
国道
- 国道55号（阿南道路）

都道府県道
- 徳島県道273号大京原今津浦和田津線